# Hồ Managua
Hồ Managua (hay hồ Xolotlán) (vị trí tâm hồ tại 12°19′39″B 86°21′1″T / 12,3275°B 86,35028°T) là một hồ tại Nicaragua. Tên gọi trong tiếng Tây Ban Nha của nó là Lago de Managua hay Lago Xolotlán. Hồ này dài tối đa khoảng 65 km (40 dặm) và rộng tối đa 25 kms (15 dặm). Tương tự như tên gọi của hồ Nicaragua, tên gọi của nó là do những người Tây Ban Nha đặt ra từ "Mangue" (để chỉ bộ lạc Mánkeme) và agua ("nước"). Thành phố Managua, thủ đô của Nicaragua, nằm ở phía tây nam hồ này.
Hồ Managua hiện tại bị ô nhiễm nặng, một phần là do Kodak đã thải thủy ngân vào hồ trong thập niên 1950, nhưng chủ yếu là do các hệ thống nước thải từ thủ đô đổ vào. Mặc dù bị ô nhiễm, nhưng một số người dân Managua vẫn sống dọc theo các bờ hồ và vẫn ăn cá đánh bắt được từ đây.
Nước hồ này từng dâng cao tới 3 m (10 ft) trong 5 ngày khi cơn bão Mitch đổ bộ vào đây năm 1998, phá hủy toàn bộ nhà cửa của nhiều người dân sống ven hồ.
Hồ này thông với hồ Nicaragua bằng sông Tipitapa; tuy nhiên, do ô nhiễm nặng nên cá mập bò từ hồ Nicaragua không bén mảng tới hồ Managua.